# Designmuseum Danmark
Designmuseum Danmark ligger i Bredgade i København. Det viser dansk og internationalt kunsthåndværk og industrielt design fra det 20. århundrede, hvor ordet design bliver fremtrædende.
Museets formål er at inspirere industrien.
Til 2011 hed det Kunstindustrimuseet eller Det danske Kunstindustrimuseum og udstillede smukke møbler og kunstgenstande fra før 1950. Det blev grundlagt i 1890 og slog dørene op for publikum i 1893. En idé var at gøre forbrugerne kritiske og kvalitetsbevidste. Dets første direktør var maleren Pietro Krohn.

## Bygninger
Museet lå indtil 1926 på Vestre Boulevard (i dag H.C. Andersens Boulevard) overfor Københavns Rådhus i den bygning, der i dag kaldes H.C. Andersen Slottet.
I 1926 flyttede Kunstindustrimuseet ind i det tidligere kongelige Frederiks Hospital, som blev bygget 1752-1757 af arkitekterne Nicolai Eigtved og Laurids de Thurah. Museet fik tilbudt bygningerne i 1919.
Hospitalet blev omskabt til museum af nogle af tidens mest progressive danske arkitekter. Ivar Bentsen og Thorkild Henningsen stod for udformningen af bygningerne. De enkelte rum blev indrettet af arkitekten Kaare Klint, mens Poul Henningsen brugte sine helt nyudviklede PH-lamper. (Museet var det første danske museum med elektrisk lys).
I 2018 blev gårdspladsen foran museets hovedindgang omlagt til et udendørs, frit tilgængeligt udstillingsrum. Pladsen er tegnet af Cobe. Omlægningen blev realiseret med en donation fra Annie & Otto Johs. Detlefs' Fonde på 25 mio. kr. Pladsen blev indviet den 2. november 2018.

## Ledelse
- 1893-1905 Pietro Krohn
- 1906-1923 Emil Hannover
- 1923-1943 Vilhelm Slomann
- 1943-1945 Mouritz Mackeprang (konstitueret mens Slomann var i eksil i Sverige)
- 1945-1949 Vilhelm Slomann
- 1949-1966 Erik Zahle
- 1966-1982 Erik Lassen
- 1982-1994 Kristian Jakobsen
- 1995-2011 Bodil Busk Laursen
- 2011- Anne-Louise Sommer